# Gahnia trifida
Gahnia trifida (con el nombre común en inglés de coastal saw-sedge) es una planta herbácea perennifolia de la familia Cyperaceae, originaria del sur de Australia.

## Descripción
Es una hierba, juncia como pasto, con hojas de márgenes accidentados. La especie crece en forma de matas densas, que alcanzan los 1,5 metros de altura y 1 metro de diámetro, con hojas de más de 1 metro de largo y caídas. Se encuentra sobre un fondo de arena o arcilla de color blanco o gris, que puede ser salina. El limbo es enrollado desde el margen en la superficie superior. Los tallos son rígidos y erectos. Las ramillas que contiene las cabezas con flores surgen de las axilas de las brácteas principales. Estas ramillas tienen numerosas espigas amarillas o marrón.

## Distribución y hábitat
La especie crece en zonas húmedas de las regiones costeras en el suroeste de Australia, Australia del Sur, Victoria y Tasmania. Se encuentra en la isla de Rottnest, una isla de la costa occidental, donde crece cerca de los lagos de agua salada hacia el interior. El hábitat es húmedo, a menudo junto a los arroyos y pantanos, y también puede ser un hábitat salino.

## Taxonomía
La primera descripción de Gahnia trifida fue realizada por Jacques Labillardière en Novae Hollandiae Plantarum Specimen en el año (1805).

## Sinonimia
- Cladium trifidum (Labill.) F.Muell., Pap. & Proc. Roy. Soc. Tasmania 1878: 117 (1878).
- Mariscus trifidus (Labill.) Kuntze, Revis. Gen. Pl. 2: 755 (1891).
- Lampocarya hexandra R.Br., Prodr. Fl. Nov. Holl.: 238 (1810).
- Gahnia trifida var. effusa Benth., Fl. Austral. 7: 413 (1878).[6]